# 丁輔
丁輔，江西吉安府吉水縣人，明朝政治人物、進士出身。
鄉試第一。洪武四年，會試第四十九名，登進士二甲，授兵部主事。